# 渼沙站
渼沙站（：／ Misa yeok */?）是首都圈電鐵5號線沿線的一座地下車站，位於韓國京畿道河南市渼沙洞。

## 車站構造
站體為2面2線側式月台的地下車站，候車月台設有月台幕門，並有10處出口。

### 月台配置
| 江一 ↑     |
| \| 上      |
| ↓ 河南豐山 |

| 月台 | 路線             | 目的地                             |
| ---- | ---------------- | ---------------------------------- |
| 上行 | ●首都圈電鐵5號線 | 上一洞、千戶、杏堂、木洞、傍花方向 |
| 下行 | ●首都圈電鐵5號線 | 河南豐山、河南黔丹山方向           |

## 歷史
- 2019年5月29日：车站名称确认为渼沙站。
- 2020年8月8日：落成啟用。

## 車站周邊
- 河南綜合運動場
- 渼沙湖水公園
- 渼沙河濱都市（朝鲜语：미사강변도시）
- 渼沙里漕艇競技場（朝鲜语：미사리 조정경기장）

## 圖片

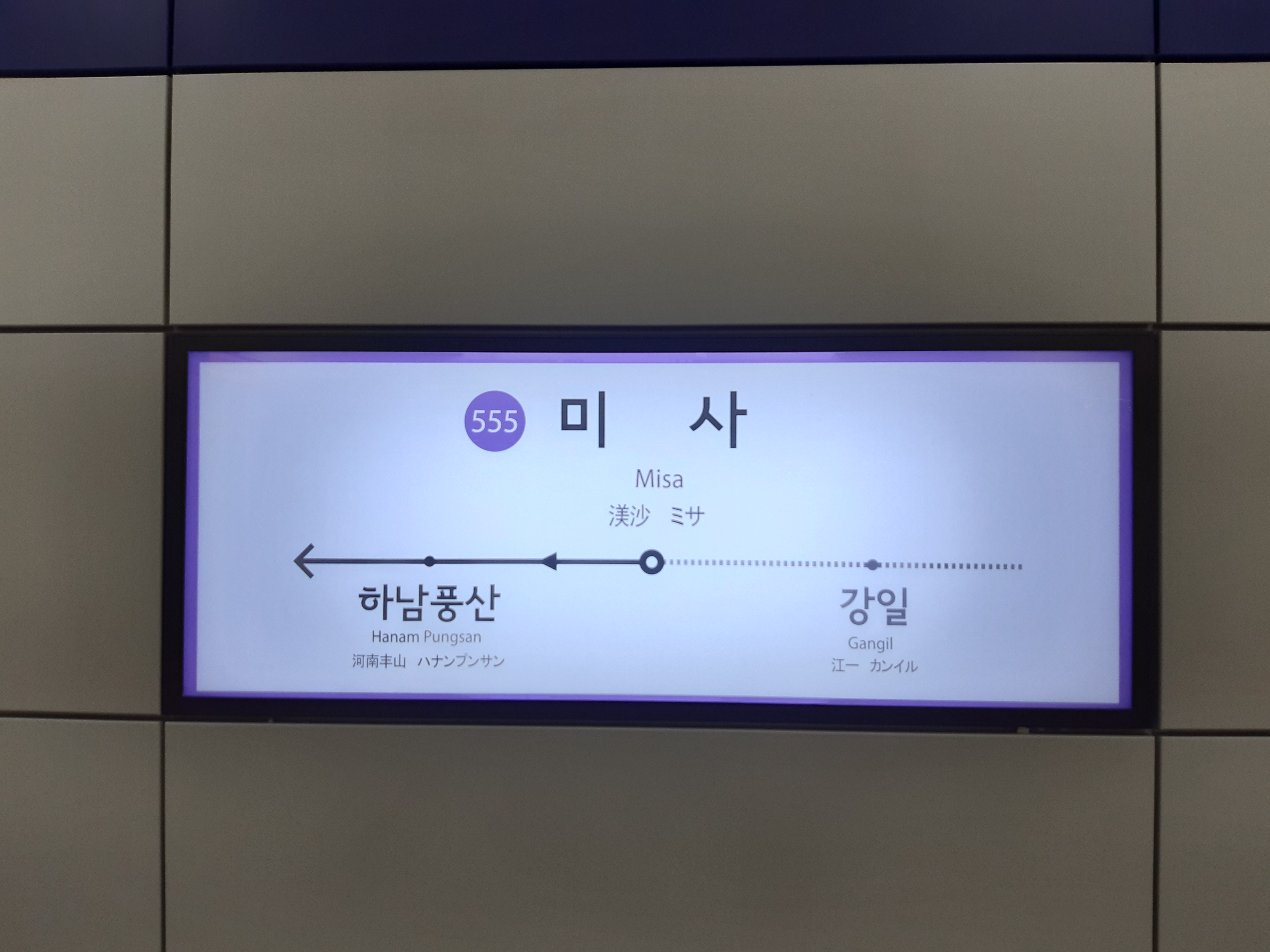
站名牌
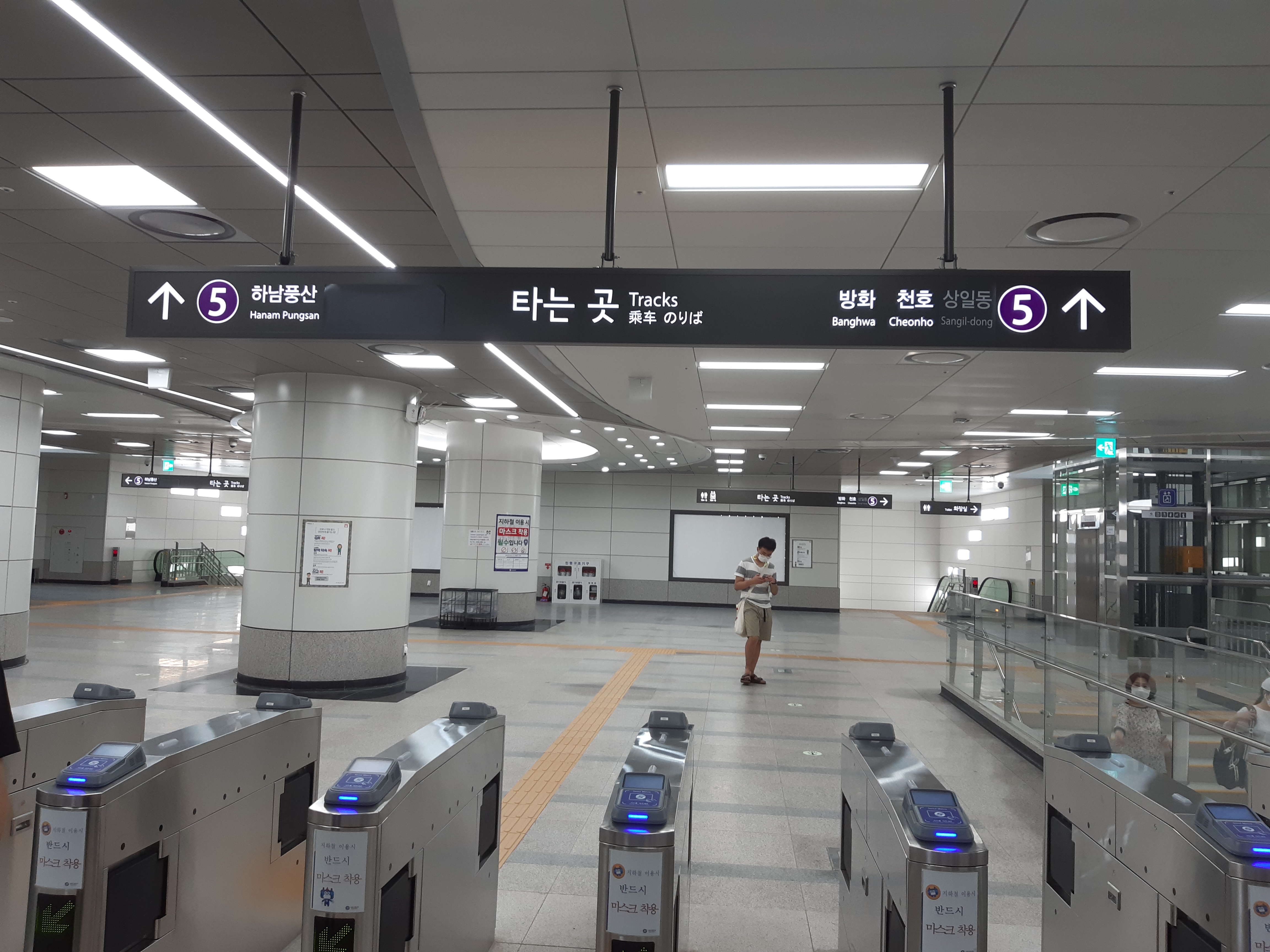
剪票閘口
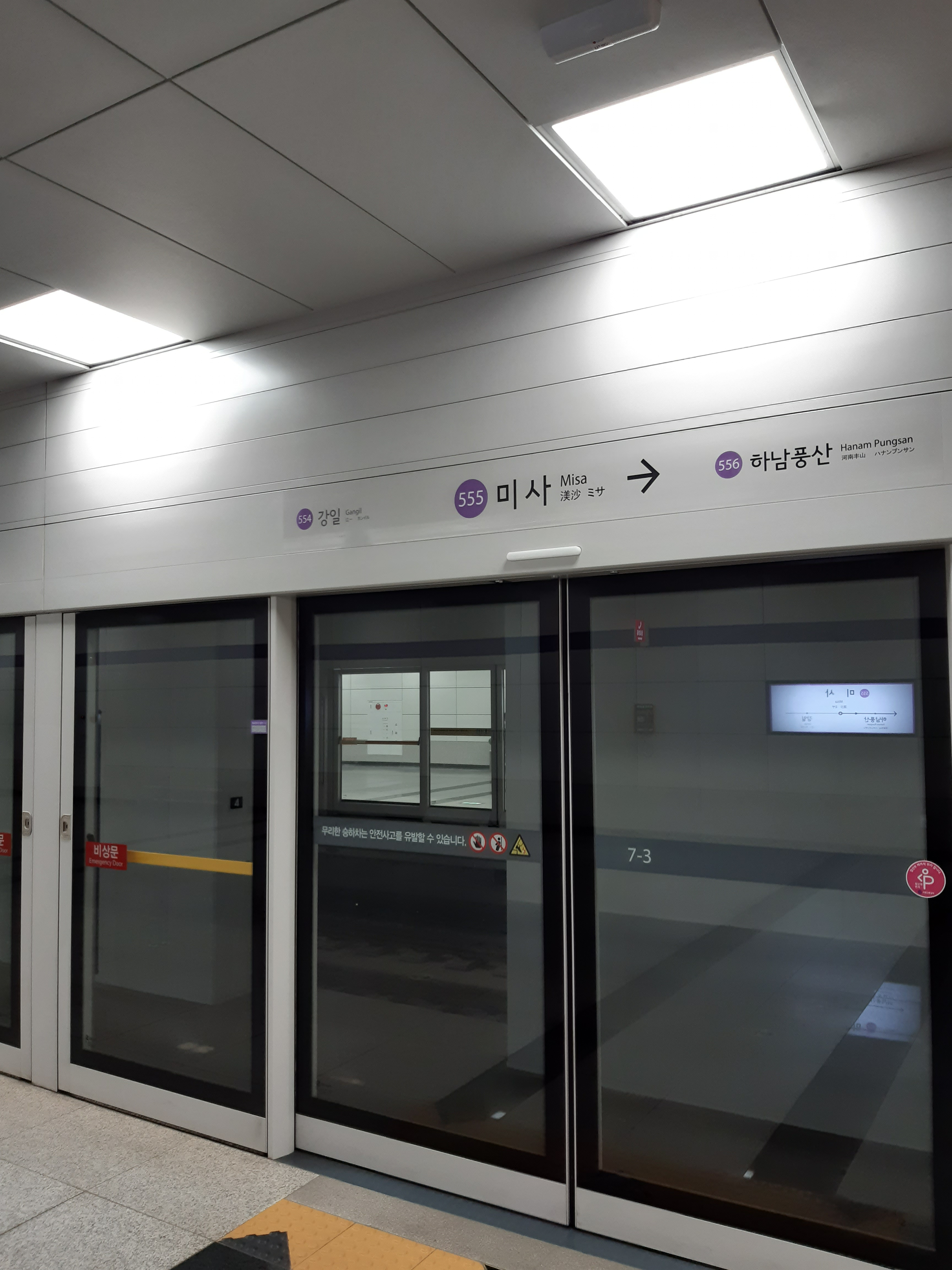
月台門
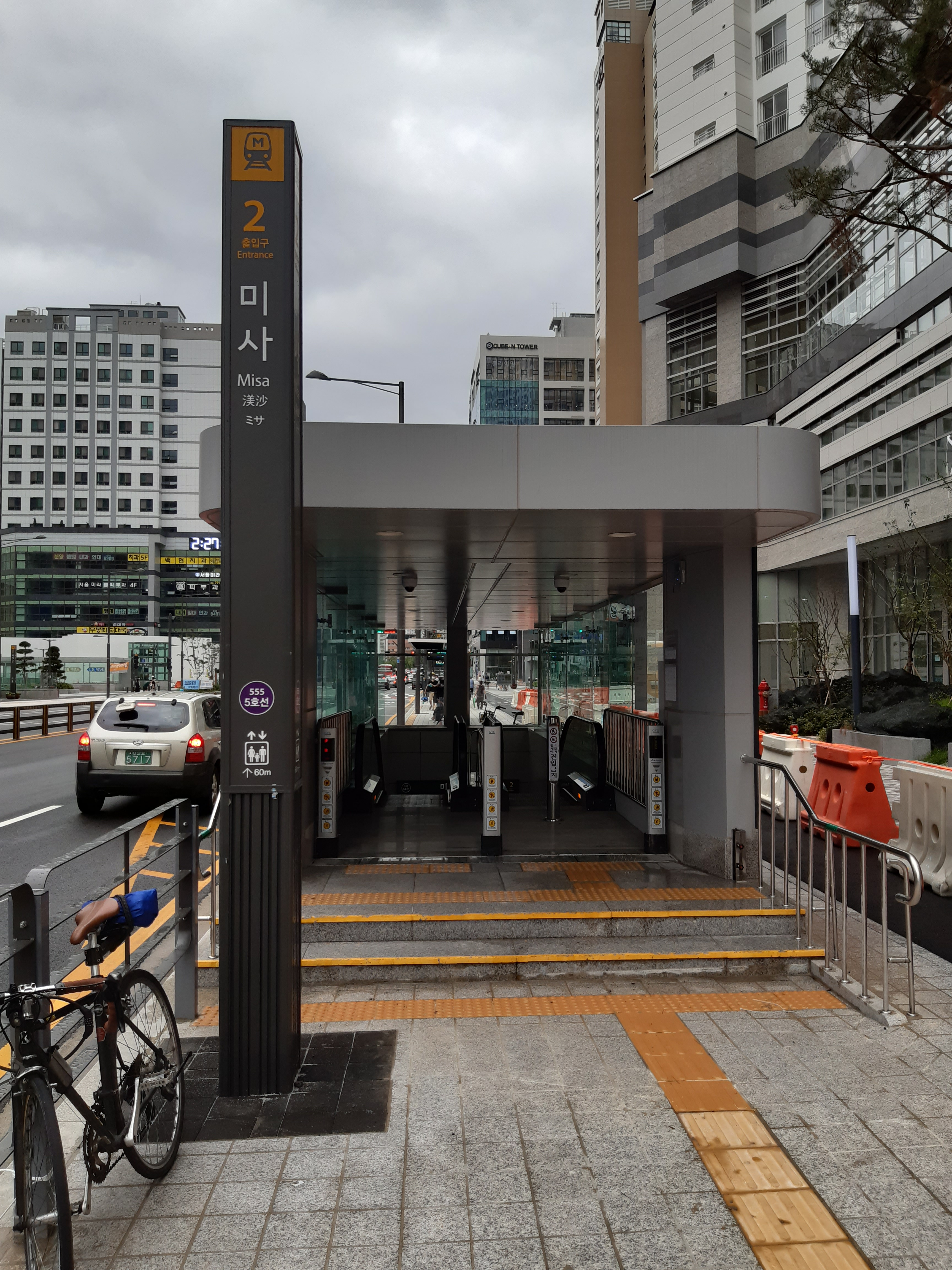
2號出口

## 相鄰車站
首爾交通公社
●首都圈電鐵5號線
江一（554）－渼沙（555）－河南豐山（556）